# Cylindrocarpa
- Commons
- Wikispecies

Cylindrocarpa é um gênero botânico pertencente à família Campanulaceae.